# Rock 'n' Roll Kids
«Rock 'n' Roll Kids» (en español: "Los niños del Rock 'n' Roll") es una canción interpretada a dúo por Paul Harrington y Charlie McGettigan que ganó el Festival de la Canción de Eurovisión 1994 representando a la República de Irlanda. 
Se trata de una balada intimista en la que los cantantes añoran su juventud. En la letra recuerdan como crecieron escuchando la música de moda de su tiempo (Jerry Lee Lewis y Elvis Presley). Comparan aquel tiempo con el presente, donde los dos están demasiado ocupados como para mantenerse en contacto ("too busy running to a different beat") mientras que sus hijos ya no quieren estar con ellos ("they don't wanna be around us no more"). El tema fue número 2 en la lista de éxitos de Irlanda.

## Eurovisión 1994
En la noche del festival celebrada en Dublín, la canción fue interpretada en 3º lugar de 25 canciones. Al final de la votación había recibido 226 puntos, siendo declarada ganadora y batiendo el récord de votos hasta el momento.
Supuso la tercera victoria consecutiva de un mismo país, lo cual no tenía precedentes y no ha vuelto a ocurrir.  
Fue la primera canción ganadora de Eurovisión que fue interpretada sin acompañamiento de la orquesta en directo, ya que la guitarra de McGettigan y el piano de Harrington eran los únicos instrumentos necesarios.
Volvieron a interpretar el tema 20 años después de su victoria en una actuación en Dublín y en The Late Late Show en la televisión irlandesa.